# Amiota setigera
Amiota setigera är en tvåvingeart som beskrevs av Malloch 1924. Amiota setigera ingår i släktet Amiota och familjen daggflugor. Inga underarter finns listade i Catalogue of Life.